# Fumio Itabashi
Fumio Itabashi (Japans: 板橋文夫, Itabashi Fumio) (Ashikaga,  8 maart 1949) is een Japanse jazzpianist en -componist.

## Biografie
Itabashi kreeg vanaf zijn achtste pianoles. Tijdens zijn studie aan Kunitachi College of Music in Tokio begon hij jazz te spelen. Hij speelde in de groep van Sadao Watanabe, waarmee hij in 1971 zijn eerste opnames maakte. Hij was lid van het kwintet van Terumasa Hino (1974–1975). Vanaf 1975 leidde hij eigen groepen, met om te beginnen een trio, waarmee hij dat jaar een live-plaat opnam, Tou (Frasco, met Tsutomu Okada en Takuji Kusumoto). In 1979 kwam hij met het album Nature, opgenomen met Hideaki Mochizuki, Koichi Yamazaki, Kenichi Kameyama, Ryōjirō Furusawa, Yoshio Ohtomo en Hiroshi Hatsuyama.
Op de soloplaat Watarase interpreteerde hij jazzstandards als "I Can’t Get Started“ en stonden tevens door Japanse muziek geïnspireerde eigen composities. Tussen 1978 en 1982 was hij lid van het kwintet van Takeo Moriyama. Verder nam hij op met Kohsuke Mine, Kazumi Watanabe, Hiroaki Katayama, Shigeharu Mukai, Takeo Moriyama, Tamami Koyakee, Seiichi Nakamura en Akira Ohmori. Vanaf de jaren 90 speelde hij in New York met Ray Anderson, in Japan met Hiroaki Katayama en Hideki Tachibana. In de jazz speelde hij tussen 1972 en 2011 mee op 39 opnamesessies.

## Discografie (selectie)
- Watarase (Denon Reords/Columbia, 1981) solo
- Impact (Paddle Wheel, 1984), met Hitoshi Okano, Shigeharu Mukai, Tadanori Konakawa, Toshiyuki Honda, Shuichi Enomoto, Mikinori Fujiwara, Masayuki Sayama, Hiroshi Takashima, Yasushi Yoneki, Hiroshi Yoshino, Shota Koyama, Hiro Tsunoda, Shuichi "Ponta" Murakami, Tomohiro Yahiro
- Red Apple (Paddle Wheel, 1985), met Kazutoki Umezu, Koichi Hiroki, Hiroshi Yoshino, Shota Koyama
- Saiyuki (1992), met Keizo Inoue, Mayumi Tachibana, Nobuyoshi Ino, Shota Koyama
- Tsuki-no-tsubo (1992), met Tetsu Saitoh, Kazue Sawai, Lee Tae Baek, Kim Sung A